# 이얀 (배우)
이얀(1982년 9월 10일 ~ )은 대한민국의 배우이다.

## 생애
수원대학교 연극영화학부를 졸업하고 자영업을 겸하면서 현재까지 연기 활동에 매진하고 있다.
동대문에 위치한 '헤드캔디'라는 할리데이비슨 연계의 바이크 용품샵을 운영하면서 연기에 대한 꿈을 놓지 않고 있다.
얼핏 보면 중국인이나 태국인 등의 동남아 외국인처럼 보일 수 있지만, 이래 봬도 서울특별시 출신의 한국인이다.

## 학력
- 2002년 ~ 2009년 수원대학교 연극영화학부 학사

## 출연

### 방송

#### 드라마
- 2021년 KBS 2TV 《미스 몬테크리스토》 - 왕퉁조 (왕 비서) 역

### 공연

#### 연극
- 2008년 《ZEN》
- 2008년 《보고싶습니다》
- 2010년 《키스 미 어게인》
- 2011년 《제7회 여성연출가전 - 한여름밤의 꿈》
- 2011년 《겨울 선인장》
- 2011년 《제7회 여성연출가전 - 한여름밤의 꿈》
- 2011년 《겨울 선인장》
- 2011년 《겨울 선인장》
- 2012년 《제8회 여성연출가전 - 검투사 용감해져, 제발》

#### 뮤지컬
- 2008년 《명성황후》
- 2009년 《진짜진짜 좋아해》
- 2010년 《진짜진짜 좋아해》
- 2010년 《루나틱 드림팀》
- 2011년 《슈퍼 루나틱》
- 2011년 《여우비》
- 2011년 《재즈 루나틱》
- 2011년 ~ 2012년 《여우비》
- 2011년 ~ 2012년 《메디컬 루나틱》
- 2015년 《담배가게 아저씨》